# سای فوئر
سای فوئر (انگلیسی: Cy Feuer؛ ۱۵ ژانویه ۱۹۱۱ – ۱۷ مهٔ ۲۰۰۶) یک آهنگساز اهل ایالات متحده آمریکا بود.
وی نامزد بهترین موسیقی در یازدهمین، دوازدهمین، سیزدهمین و چهاردهمین دوره جوایز اسکار بوده است.